# Brian Bell
 (août 2025).
Brian Bell est un musicien américain né le 9 décembre 1968, à Iowa City, Iowa, États-Unis. Il est depuis 1993 le guitariste du groupe rock Weezer.

## Débuts
Après l'école secondaire, Bell déménage à Hollywood en Californie. Guitariste pour Carnival Art, il apparaîtra sur 2 albums et un EP avec ce groupe. 

## Weezer
En 1993, il se joint à Weezer, où il remplace Jason Cropper pour l'enregistrement du Blue Album, lancé au printemps 1994. Brian Bell est le guitariste rythmique du groupe, en plus de faire quelques voix. Il joue aussi du clavier ou de l'harmonica à l'occasion.

## Autres groupes
Parallèlement à Weezer, Bell a aussi fondé son propre groupe dont il est le chanteur, Space Twins, qui a fait paraître trois E.P. et un album en 2003. En octobre 2006, il fut annoncé que Bell travaillait sur un nouveau projet, The Relationship. Une chanson a été coécrite avec Rivers Cuomo, chanteur de Weezer, mais Bell ne croit pas que cette pièce apparaîtra sur le premier album de ce groupe. Par contre, Sean Lennon a confirmé en entrevue qu'il collaborait à The Relationship.

## Cinéma
En décembre 2006, Brian Bell a fait ses débuts au cinéma dans un long-métrage tourné l'année précédente, Factory Girl. Il s'agit d'un film sur Edie Sedgwick et Andy Warhol dans lequel Brian Bell interprète le rôle de Lou Reed. Son collègue de Weezer, le batteur Patrick Wilson, tient le rôle d'un autre membre du Velvet Underground, John Cale.

## Discographie
Brian Bell apparaît sur les enregistrements de ces groupes :

### Weezer
- Weezer (1994)
- Pinkerton (1996)
- Weezer (2001)
- Maladroit (2002)
- The Lion and the Witch (EP) (2002)
- Make Believe (2005)
- Weezer (2008)
- Raditude (2009)
- Hurley (2010)

Compilation albums
- Death to False Metal (2010)

### Space Twins
- No Show (EP) (1994)
- Osaka Aquabus (EP) (1997)
- TV, Music, & Candy (EP) (1998)
- The End of Imagining (2003)

### Carnival Art
- Thrumdrone (1988)
- Welcome to Vas Llegas (1992)
- Blue Food and Black Sparks (EP) (1992)